# Tetovsko kale
Tetovsko kale (makedonska: Тетовско кале) är en slottsruin i Nordmakedonien.   Det ligger i kommunen Tetovo, i den nordvästra delen av landet, 40 kilometer väster om huvudstaden Skopje.